# استنلی (داکوتای شمالی)
استنلی(به انگلیسی: Stanley) شهری در ایالت داکوتای شمالی کشور ایالات متحده آمریکا است که جمعیت آن در سرشماری سال ۲۰۱۰ میلادی، ۱٬۴۵۸ نفر بوده‌است.